# Нибелунги
Нибелунги (на немски: Nibelungen, скандинавски Niflungar – деца на тъмнината) са бургундска кралска династия, живееща в град Вормс на левия бряг на Рейн. Приказното богатство на династията на Нибелунгите поражда множество митове и легенди, включително знаменития немски епос „Песен за Нибелунгите“. С времето думата „нибелунги“ станала нарицателно име и с нея се назовават митичен род джуджета, владетели и пазители на съкровищата. По-късно преданията за нибелунгите дават почва за оперната тетралогия на Рихард Вагнер „Пръстенът на нибелунга“: „Рейнско злато“, „Валкирия“, „Зигфрид“ и „Залезът на боговете“, както и серия от филми.
Митът за Нибелунгите е съществена част от германската митология. Той бил предаван от устната традиция в много различни версии, някои от които били записани в манастири и достигнали до наши дни.
Основните действащи лица са Зигфрид, Кримхилде, Гюнтер, Брунхилде и Хаген от Троние. Това е забележителна смесица от древна митология (дракони, джуджета, съкровището на Нибелунгите и магьоснически хитрини).
Много поети и музиканти са били пленени от нибелунгската тема и са я пригодили към своето време и епоха. Известен пример за това е епическия оперен цикъл „Пръстенът на Нибелунга“ от Рихард Вагнер.